# Tüßling (Vormarkt)
Tüßling (Vormarkt) (auch Tüßling-Vormarkt) war eine Gemeinde im Bezirksamt Altötting. Das gleichnamige Dorf war der Hauptort der Gemeinde.

## Geschichte
Im 19. Jahrhundert existierten im Bezirksamt Altötting in unmittelbarer Nachbarschaft zwei Gemeinden namens Tüssling, der Markt Tüssling und Tüssling (Vormarkt). Die Gemeinde Tüßling (Vormarkt) bestand zunächst nur aus dem gleichnamigen Dorf und dem Weiler Heiligenstadt, ab 1885 werden noch die Einöden Auösterer, Grabenhäusl, Mooshäusl, Schlehub und Sägmeister genannt. Der Ort Tüßling (Vormarkt) erscheint ab 1900 als Ortsteil des Markts Tüßling in den Dokumentationen zu den Volkszählungen bis einschließlich zum Jahr 1970.

### Einwohnerentwicklung
| Jahr               | 1840 | 1852 | 1855 | 1861 | 1867 | 1871 | 1875 | 1885 | 1895 | 1900 | 1925 | 1950 | 1961 | 1970 |
| Einwohner Gemeinde | 160  | 203  | 194  | 205  | 196  | 201  | 179  | 194  | 257  |      |      |      |      |      |
| Einwohner Dorf     |      |      |      | 172  |      | 165  | 149  | 131  |      | 156  | 277  | 260  | 224  | 259  |

Am 1. Januar 1900 wurde die Gemeinde Tüßling-Vormarkt vollständig nach Tüßling eingemeindet.